# Герасимове
Герасимове — озеро у Шацькому районі Волинської області України.
Озеро Герасимове розташоване за 1,5 км на схід від села Острів'я. Площа озера становить 3 га, максимальна глибина — 2 м.